# Folgoso de la Ribera
Folgoso de la Ribera é um município da Espanha na província de León, comunidade autónoma de Castela e Leão, de área km² com população de 1249 habitantes (2007) e densidade populacional de 18,56 hab/km².

## Demografia

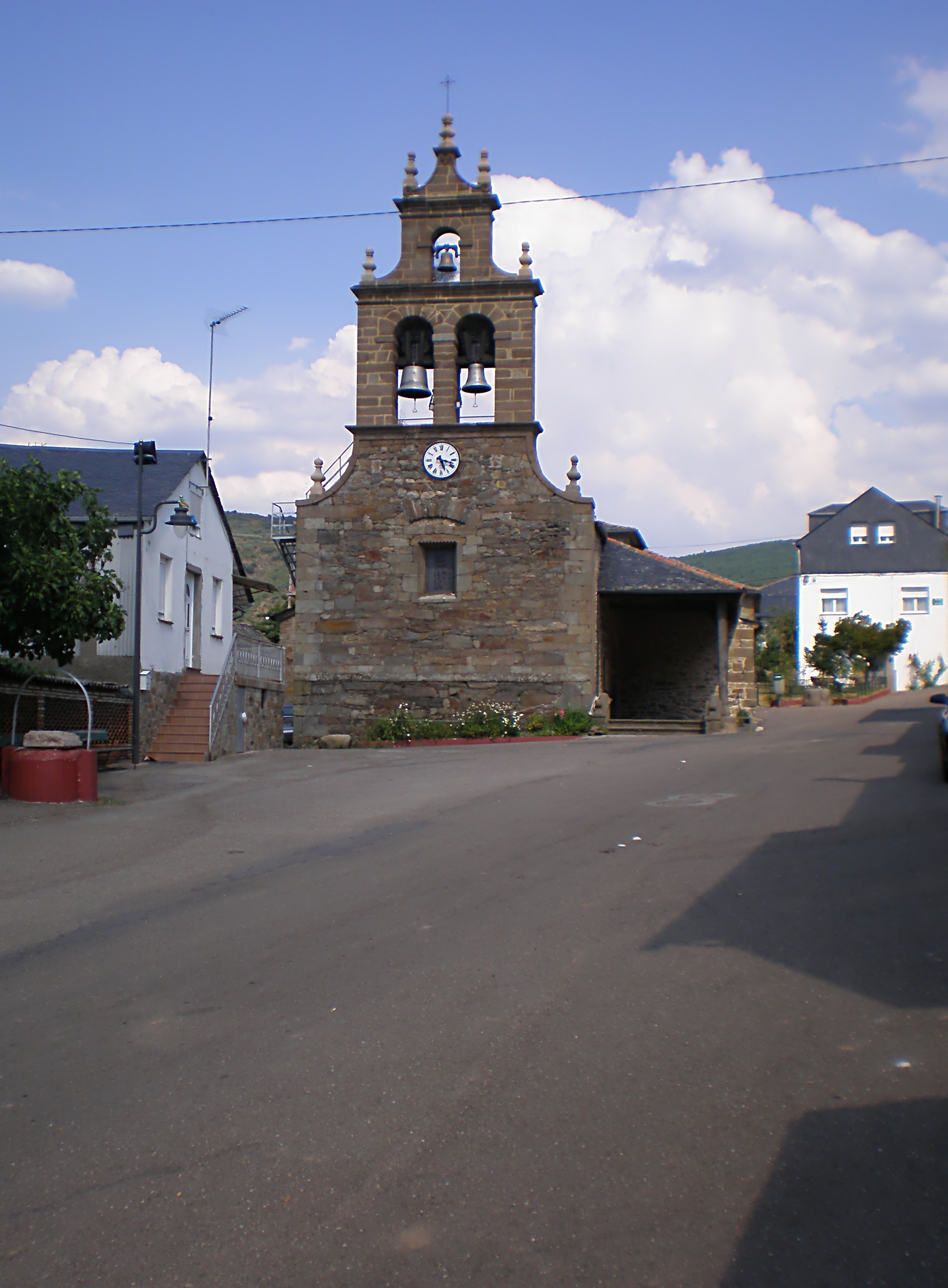
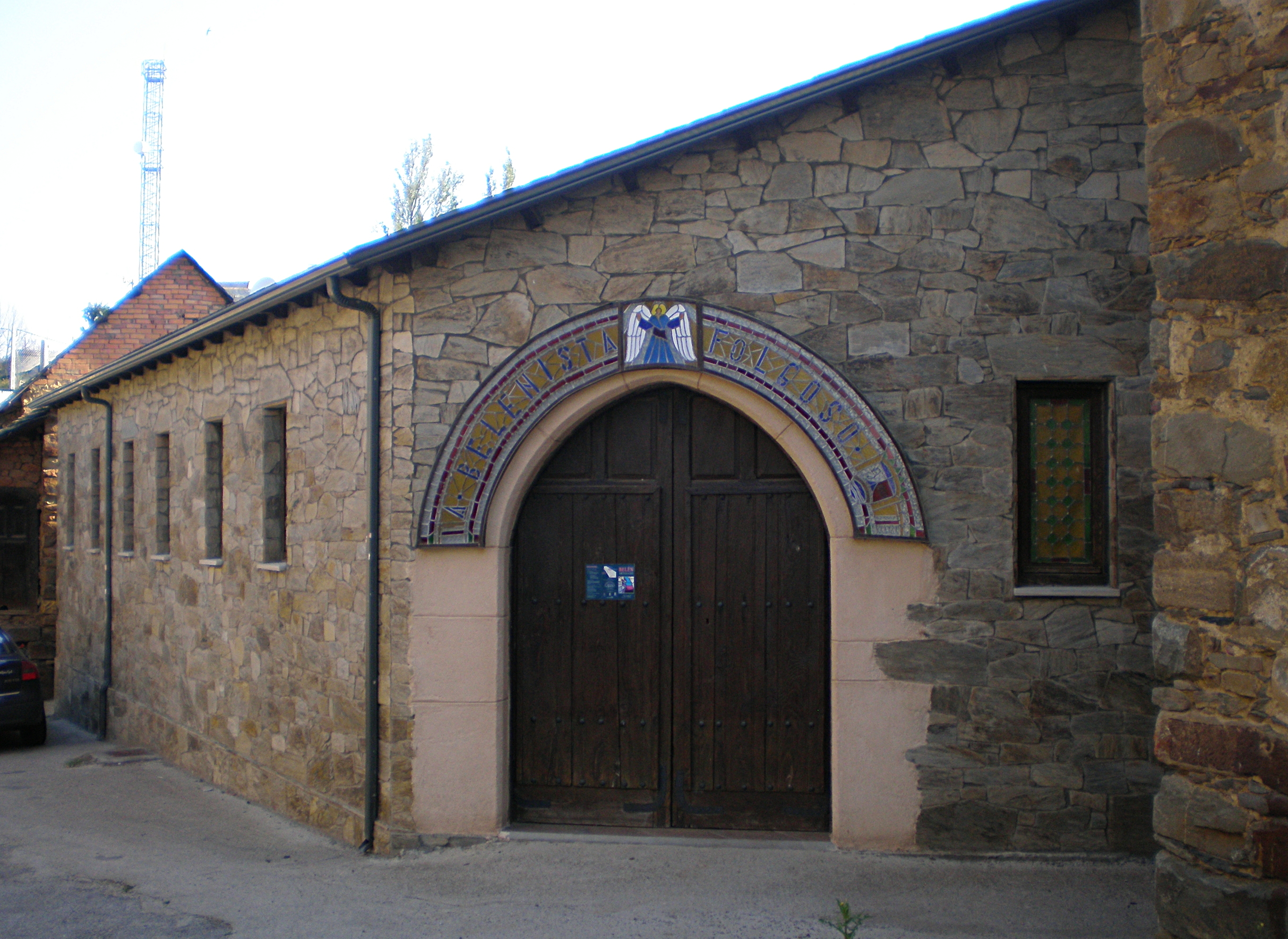
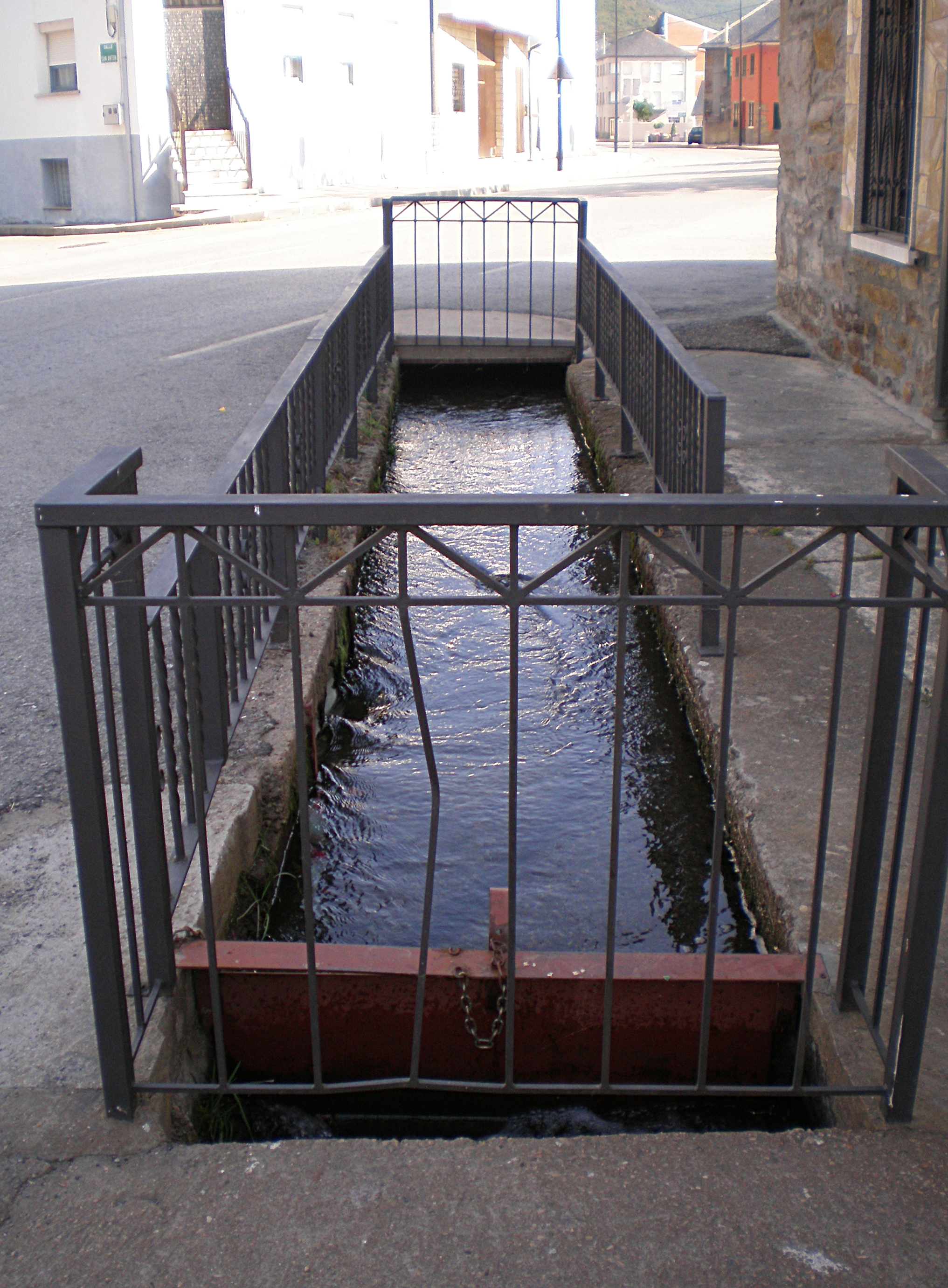
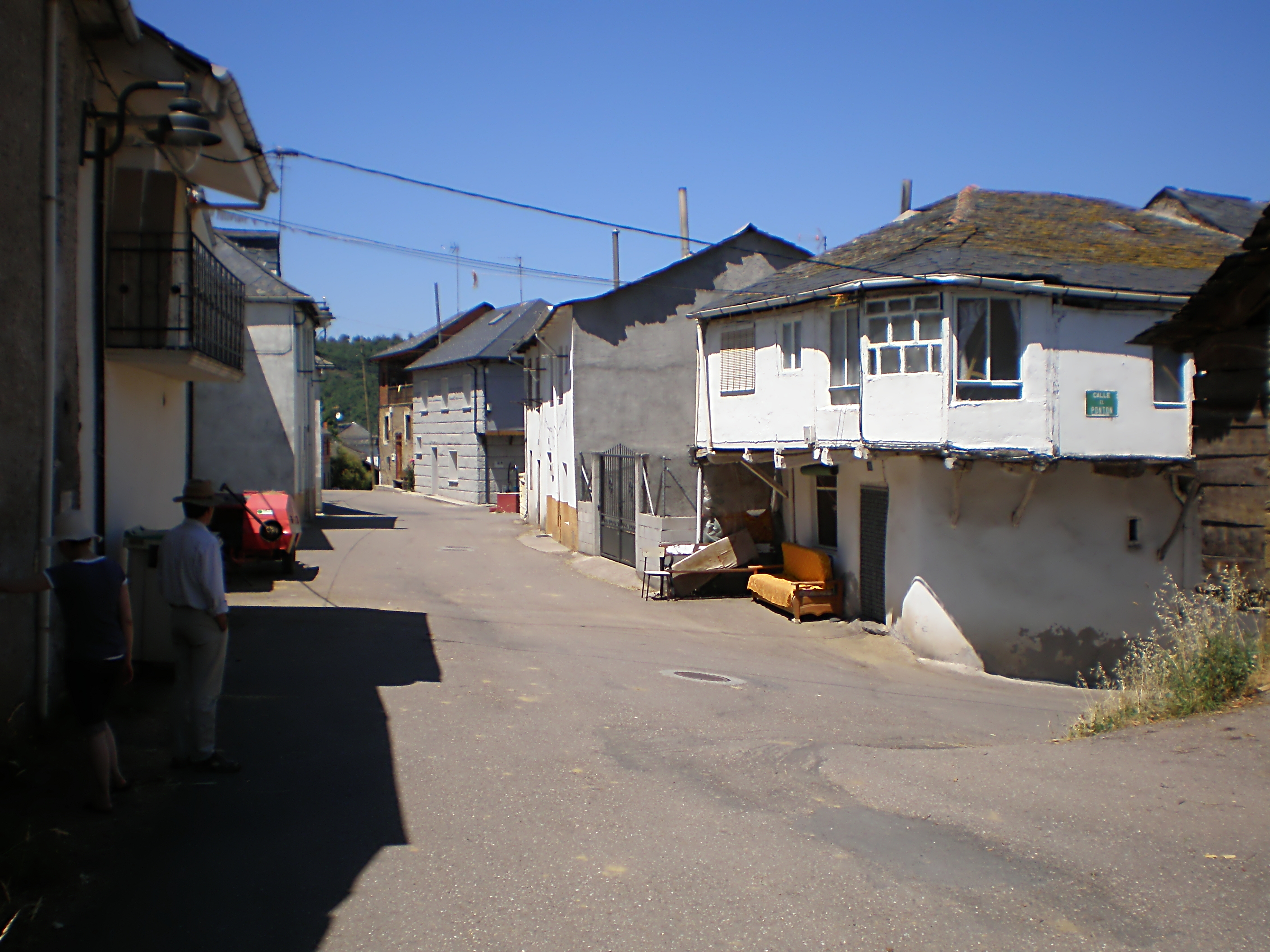
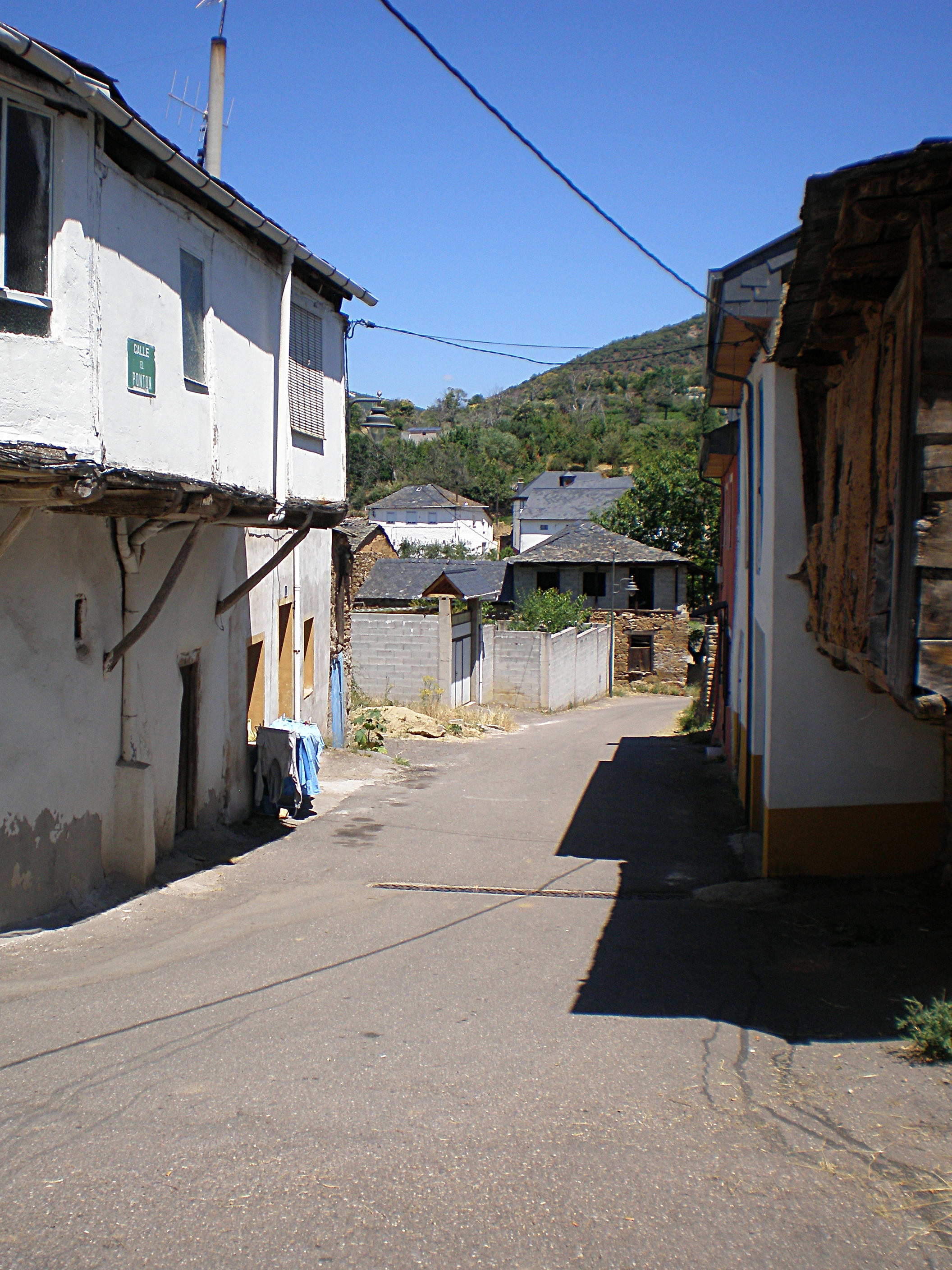

| Variação demográfica do município entre 1991 e 2004 | Variação demográfica do município entre 1991 e 2004 | Variação demográfica do município entre 1991 e 2004 | Variação demográfica do município entre 1991 e 2004 |
| --------------------------------------------------- | --------------------------------------------------- | --------------------------------------------------- | --------------------------------------------------- |
| 1991                                                | 1996                                                | 2001                                                | 2004                                                |
| 1594                                                | 1442                                                | 1280                                                | 1285                                                |